# دونوفان
دونوفان فيليبس ليتش (بالإنجليزية: Donovan) (من مواليد 10 مايو 1946) هو مغن مؤلف وموسيقي، وملحن، ومنتج موسيقي اسكتلندي. تأثر به المغني والمؤلف الإيطالي أنجلو براندواردي.

## وصلات خارجية
- دونوفان على موقع IMDb (الإنجليزية)
- دونوفان على موقع الموسوعة البريطانية (الإنجليزية)
- دونوفان على موقع ألو سيني (الفرنسية)
- دونوفان على موقع ميوزك برينز (الإنجليزية)
- دونوفان على موقع رولينغ ستون (الإنجليزية)
- دونوفان على موقع قاعدة بيانات الأفلام السويدية (السويدية)
- دونوفان على موقع إن إن دي بي (الإنجليزية)
- دونوفان على موقع أول ميوزيك (الإنجليزية)
- دونوفان على موقع ديسكوغز (الإنجليزية)
- دونوفان على موقع ديسكوغز (الإنجليزية)

- الموقع الرسمي
- دونوفان في قاعدة بيانات الأفلام على الإنترنت.